# Christoph Heidmann

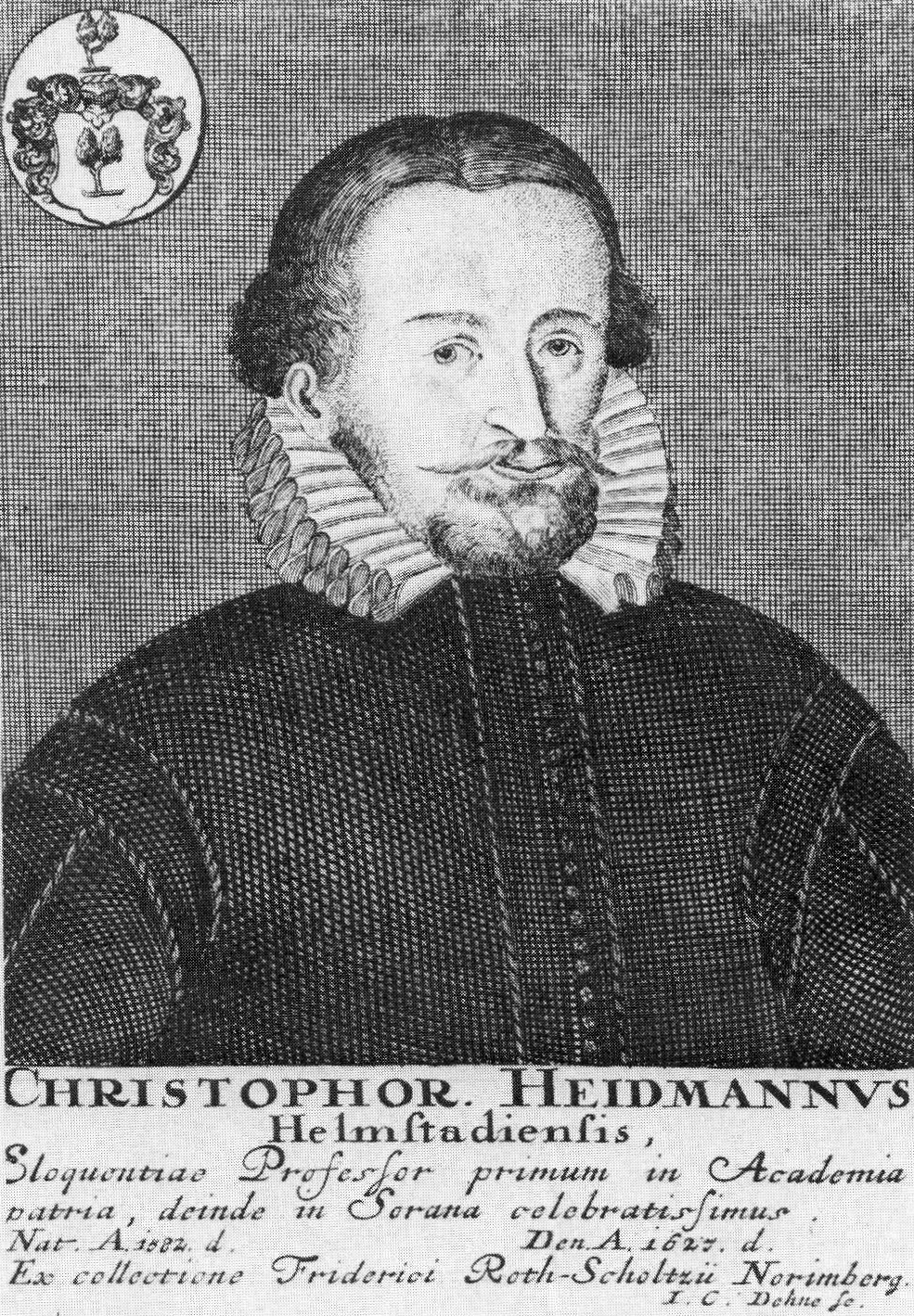
Christoph Heidmann

Christoph Heidmann (latinisiert Christophorus Heidmannus; * 1582 in Helmstedt (Bodenwerder?); † 1627 in Sorø, Dänemark) war ein deutscher Philologe und Geograph.

## Leben
Geboren und aufgewachsen in Helmstedt (Bodenwerder?), studierte Christoph Heidmann ab 1602 in Helmstedt und erhielt 1612 einen Ruf auf eine Professur für Rhetorik an der Universität Helmstedt (Academia Julia). Als Hochschullehrer führte er dort Schüler wie Hermann Conring und Christoph Schrader in die Philologie ein. Schrader wurde im Jahr 1636, ein Jahrzehnt nach Heidmanns Demission, auf dessen Lehrstuhl berufen.
Während der zeitweiligen Auflösung der Universität wegen der Pest und der Wirren des Dreißigjährigen Krieges in den Jahren 1625/1626 verließ Heidmann seine Heimatstadt und die Academia Julia. Im Jahr 1626 folgte er einem Ruf der Academia Sorana nach Sorø in Dänemark als Professor für Redekunst. In Sorø verstarb er noch in seinem ersten Semester.
Durch seine postum erschienenen Arbeiten zur Geographie Europas und Palästinas gilt Christoph Heidmann als einer der Begründer der wissenschaftlichen Geographie. 1624 hielt er als erster Hochschullehrer im deutschsprachigen Raum an der Universität Helmstedt eine Vorlesung über Palästina.

## Werke (Auswahl)
- Disputatio Ethica De Fortitudine. Helmstedt 1616
- Oratio De Bibliotheca Julia Habita 1619. Helmstedt 1622
- Epitome Historica De Imperatoribus, Sive Caesaribus Augustis Romanorum. Helmstedt 1623
- Christophori Heidmani Europa. Sive Manuductionis Ad Geographiam Veterem Pars Prima. Helmstedt 1639 (postum)
- Christophori Heidmanni Palaestina Sive Terra Sancta. Helmstedt 1639 (postum; Digitalisat)